# Catscan
Catscan, de son vrai nom Bart Kok (né le 29 juillet 1979) est un producteur et DJ néerlandais de techno hardcore. Il est, ou était, à la tête du label Pro Artist Management, et est membre éminent de la scène hardcore internationale.

## Biographie
Catscan commence sa carrière à la fin des années 1990, par des compositions axées plus ou moins techno hardcore en utilisant le logiciel Protracker, sur Amiga. Lors d'un entretien avec Partyflock, il confie que son nom de scène, Catscan, vient de la tomodensitométrie, aussi appelée CAT-scan (CAT : computer-assisted tomography). Il se confie également sur sa passion musicale : « J'ai grandi avec la musique, mes deux parents chantaient dans un chœur de classe mondiale. La musique est transmise des parents aux enfants. Je ne suis que le côté électronique. Quand j'ai vu le nom de Catscan dans un dictionnaire anglais, j'ai trouvé que ça sonnait bien. » Il dit aussi s'inspirer de genres musicaux tels que la techno, le hip-hop, et la musique classique.
En 1999, le label ID&T publie le premier EP de Catscan, intitulé Universal, à seulement 750 exemplaires. Il est suivi par un deuxième EP intitulé Limited 000 en 2000. Les concerts et CD chez ID&T sont l'occasion de rencontrer DJ Promo. De cette rencontre découlent plusieurs collaborations et la sortie de titres chez The Third Movement, label de DJ Promo. En 2003, il y publie son premier album studio, The World is Mine, qui comprend le morceau-titre samplé du titre homonyme d'Ice Cube. Puis en 2004, il quitte ID&T pour fonder, avec DJ X-Ess, leur propre label, Pro Artist Management, auquel il publie plusieurs EP pendant les années qui suivent. À cette période, il remixe plusieurs morceaux comme How Much Can You Take de Bodylotion et Fly By Wire d'Alkaline 3DH.
En 2007, il effectue un set au festival In Qontrol, qui sera publié en CD et positivement accueilli d'une note de 72 sur 100 par Partyflock. En 2009, il est l'auteur de l'hymne du festival Masters of Hardcore, Design the Future.
En avril 2016, il est annoncé pour le Ground Zero Festival du 27 août. En 2017, il fait partie du line-up présenté au festival Airforce, aux côtés notamment de DJ Mad Dog, Angerfist, Paul Elstak, Unexist, et Noize Suppressor.

## Discographie

### Album studio
- 2003 : The World is Mine (The Third Movement)

### EP
- 1999 : Catscan (ID&T)
- 2000 : Limited 000 (ID&T)
- 2001 : Rotten (Twisted vs. Catscan) (Samurai Records)
- 2001 : Capture in Distress (The Third Movement)
- 2001 : Finishing Profiles (The Third Movement)
- 2002 : My Region (The Third Movement)
- 2003 : Stampgevaar / Reign of Fire (Outblast et Catscan / Dominion) (The Third Movement)
- 2003 : Be Unforgettable (The Third Movement)
- 2003 : La Haine (avec X-Ess) (The Third Movement)
- 2004 : The Daylight Burn (Pro Artist Management)
- 2004 : End of Tomorrow (Pro Artist Management)
- 2004 : Clone 1 (Pro Artist Management)
- 2005 : My Defragmentated Head (Pro Artist Management)
- 2006 : Not Revolutionized (Pro Artist Management)
- 2006 : Analogue Failure (Pro Artist Management)
- 2007 : My First Response (Cr8tiv Response)
- 2009 : Future is Now (Masters of Hardcore)
- 2010 : WO.III (Derailed Traxx.Black)
- 2011 : Controlled Demolition (avec Promo et Dr. Macabre) (The Third Movement)